# Рогуцький Микола Петрович
Рогуцький Микола Петрович (1883, Самбір — 26 червня 1941, Самбір) — український громадський діяч на Самбірщині.

## Біографія
Був заступником голови управи УСРП, послом до польського сейму (1928 — 1930), у 1930–1939 роках — волосним війтом.
Разом із молодшим братом Іваном Рогуцьким розвивали діяльність товариств «Просвіта» та «Рідна школа», підтримували українську пресу. Ними були відроджені «Маслосоюз» та «Центросоюз». Кілька разів був політичним в'язнем. Замордований більшовиками у самбірській тюрмі 26 червня 1941.